# Otomeria micrantha
Otomeria micrantha är en måreväxtart som beskrevs av Karl Moritz Schumann. Otomeria micrantha ingår i släktet Otomeria och familjen måreväxter. Inga underarter finns listade i Catalogue of Life.